# Manifesto tropicale
Manifesto tropicale è il quinto album in studio del gruppo musicale brasiliano Selton, pubblicato il 1º settembre 2017 dalla Universal Music.

## Il disco
L'album trae ispirazione dal Manifesto antropofago di Oswald de Andrade del 1928, fondatore del modernismo brasiliano, a cui fanno riferimento gli artisti: la cultura brasiliana si nutriva dell'apporto culturale esterno, dando vita a un prodotto culturale diverso. Invece il terzo brano dell'album si ispira ai lavori musicali di Devendra Banhart. Il brano Tupi or Not Tupi gioca sul celebre aforisma dell'Amleto di William Shakespeare - "to be or not to be" - riferendosi invece ai Tupi, il maggiore gruppo etnico indigeno del Brasile: gli artisti si interrogano infatti sul significato della loro appartenenza alla cultura brasiliana.

## Tracce
Testi e musiche di Selton.
1. Terraferma – 4:00
2. Luna in Riviera – 3:18
3. Sampleando Devendra – 2:57
4. Cuoricinici – 3:27
5. Jael – 3:27
6. Stella Rossa – 3:50
7. Tupi or Not Tupi – 2:55
8. Bem Devagar – 4:25
9. Lunedì – 3:00
10. Avoar – 2:05